# Kassapa I

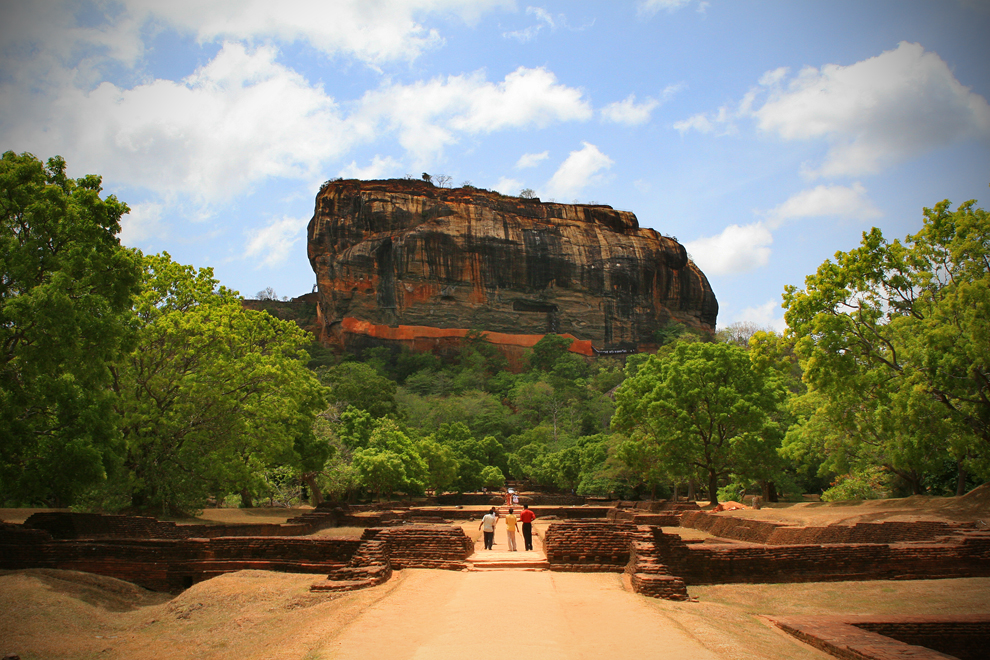
Restes del palau reial situat en una muntanya rocosa inexpugnable.

Kassapa I fou rei d'Anuradhapura (Sri Lanka) del 479 al 497. La manera com va arribar al tron al lloc del seu pare Dathusena es descriu extensament al article sobre aquest rei.
Després de matar el seu pare Kassapa va voler matar el seu germà Moggallana però no ho va aconseguir i el príncep va poder fugir a l'Índia amb el seu parent Silakala, que es va fer monjo. El nou rei sabia que en cas que tornés el poble li donaria suport, ja que l'assassinat del seu pare li havia fet perdre tot suport popular, i va decidir construir la seva residència en una roca a una vintena de km al nord-est de Dambulla que s'elevava uns 120 metres i la va rodejar d'una muralla, galeries, jardins i estàtues de lleons (sinha) de on va agafar el nom de Sinhagiri (roca del Lleó) que va derivar en Sigiriya. Allí va enterrar els seus tresors, la corona i demés objectes i va fer construir un palau al cim. L'ascens era llavors complicat
El Rajaratnacara diu que a diferència dels seus predecessors, Kassapa no podia tolerar la vista dels captaires, pelegrins, nens, persones malaltes i dones. Durant aquest regnat Migara, el commandant en cap de l'exèrcit, va construir una pirivena (escola) i que va agafar seu nom. També va construir una casa per una de les grans estàtues de Buda (Abhiseka Jina), que havia estat restaurades i adornades per Dathusena, i va demanar al rei permís per fer festivals en honor del Buda tan importants com les que es van fer en ocasió de la posada dels ulls (abhiṣeka) al Sila Sanbuddha del vihara Abhayagiri durant el regnat del rei Budadasa. Aquest permís fou refusat. La humiliació i ressentiment resultant d'aquesta negativa va fer que Migara busqués donar suport a Moggallana en el seu intent de guanyar el tron de Ceilan. Kassapa no obstant tractava per tots els mitjans de guanyar la simpatia del poble i participava en actes religiosos, reparava temple (com el de Issurumuniya construït pel rei Devanampiyatissa i regalant terres o altres coses als temples. A la vora de Sigiriya va construir un vihara, va donar moltes robes als monjos així com menjar. El rei observava els dies sagrats i practicava l'Appamanna i el Dhutanga. Va escriure algun llibre i va fer nombroses imatges, però sempre va viure amb el temor del seu poble i de Moggallana.
Finalment Moggallana va tornar amb un exèrcit reclutat a l'Índia i dirigit per dotze nobles. Kassappa, impacient per acabar amb l'angoixa que el seguia des que va pujar al tron, va abandonar la seva fortalesa de Sigiriya, on hauria estat invulnerable i va enfrontar al seu germà en una decisiva batalla a Ambathaloko al districte dels Set Korales. Durant la batalla Kassappa va trobar un pantà al seu davant i va retrocedir per buscar una nova ruta però el seu exèrcit va entrar en pànic pensant que es retirava i es va desbandar. L'exèrcit de Moggallana va atacar amb redoblada energia i va matar molts enemics. Quan va veure la derrota Kassapa no va voler ser fet presoner i es va suïcidar al mateix camp de batalla. Moggallana va fer la cremació cerimonial deguda allí mateix i després es va dirigir a Anuradhapura on fou rebut en triomf i proclamat rei.